# 魏克三
魏克三（1879年—1949年），名隽（旧作“儁”），以字行，别号白云使者，兴化硕儒。上海图书馆馆藏兴化魏氏家谱（六卷本），现存，清魏潢纂修，光绪十四年（1888）木活字本，六册。据第4卷172页记载，魏克三生于光绪五年五月二十五日。宣统元年己酉科拔贡，入国子监，朝考第一，授法部七品京官，旋升法部举叙司五品主事。

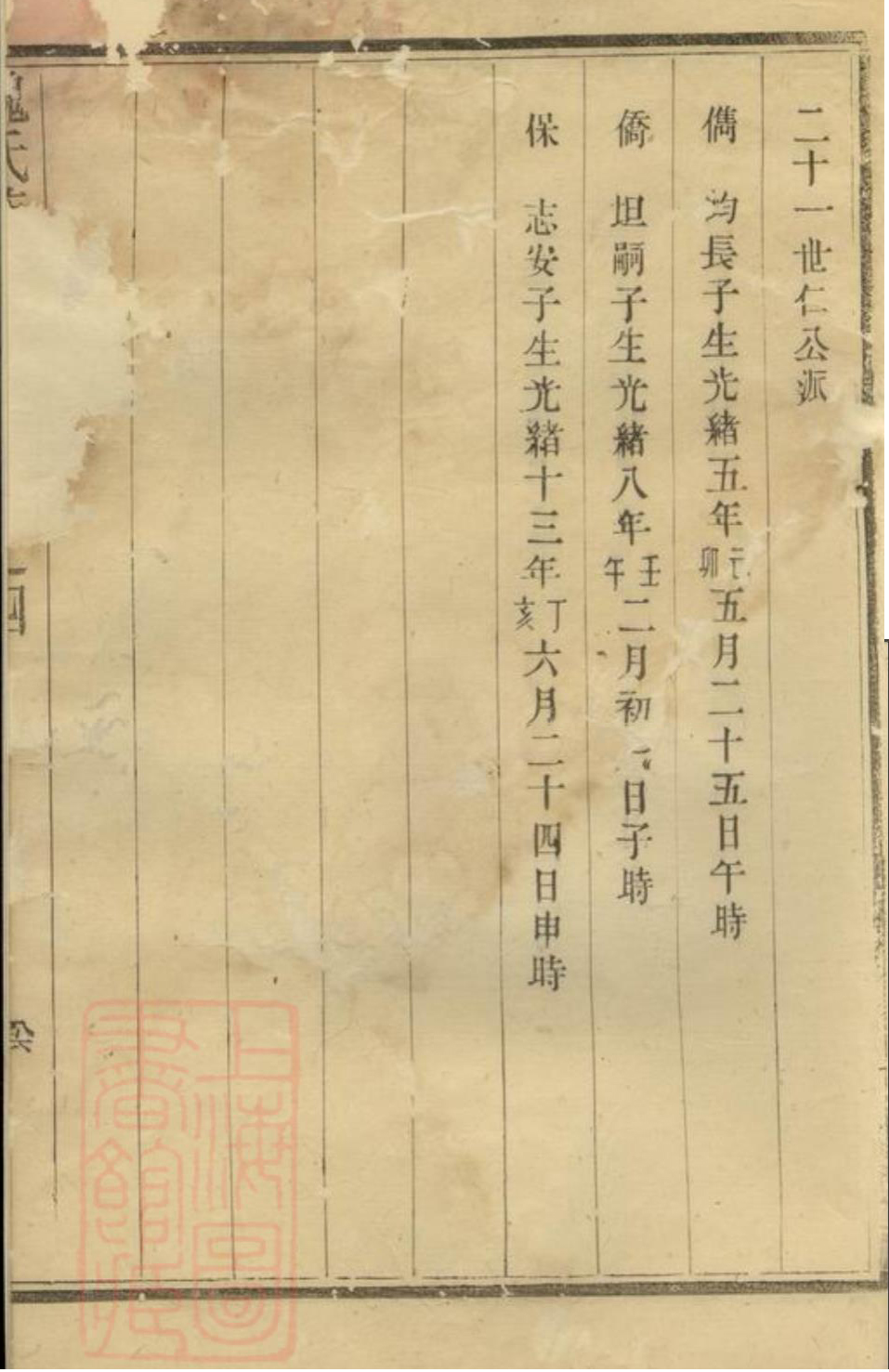
上海图书馆馆藏兴化魏氏家谱（六卷本）第4卷172页

## 协修县志
1927年，沈道叔任兴化县知事，筹款督修县志。1943年，李恭简自任总修，以魏克三任协修，将《兴化县续志》付梓。

## 艺术大家
魏克三久攻书画，尤善画兰，自创一格，人称“魏兰”，留名海内。其题句风格清新，寓意深远。书法则以行楷见长，精于诗词、书画、金石、文献、方志，载《中国美术家人名补遗》(第665页)。台北國立故宮博物院藏《烟岚萧寺图》有其题跋，跋云：“此幅棠村师所贻，据云向曾有边款‘李唐制’三字，后为装池俗手截去，诚为可惜”。魏克三亦善于制艺，如题兴化百花洲堂前塑像联云“近文峰塔，邻百花洲，开几面窗棂，饱看四围环树木；出中正门，饮沧浪水，话半村烟景，何须千里访湖山。” 

## 家庭
克三先生系明代晋授通奉大夫、兵部左侍郎魏应嘉第12世孙。1949年卒后葬于魏家舍西首，享年71岁。由胞弟魏侨长子魏平荪承嗣。魏平荪(1910—1986)，名家泰，以字行，曾任兴化市政协副主席、兴化市中医院院长。